# Fuertesiella
Fuertesiella là một chi thực vật có hoa trong họ Orchidaceae.